# 류원우
류원우(한국 한자: 柳垣宇, 1990년 8월 5일 ~ )는 대한민국의 축구 선수이며 포지션은 골키퍼이다. 현재 경남 FC에서 활약하고 있다.

## 클럽 경력
전남 드래곤즈의 유소년 팀인 광양제철고등학교 축구부를 거쳐 2009년 전남 드래곤즈에 입단하였다. 2011년 5월 리그컵에서 부산 아이파크와의 경기에서 프로진출 후 첫 데뷔전을 치렀지만 1실점하며 패한 뒤 1년이 넘도록 백업 골키퍼로 있다가 2012년 6월 17일 대전 시티즌과의 경기에서 K리그 데뷔전을 치른다. 데뷔전에서 케빈 오리스의 페널티킥을 포함한 유효슛 9개를 선방을 하여 생애 처음 주간 MVP에 선정되고 남은 시즌 이운재를 대신하여 골문을 지켰다.
2014년 2월 2일 정준연과 함께 광주 FC로 1년 임대되었다.
2015년 3월 19일 부천 FC로 이적이 발표되었다. 2015시즌 중반 이후 팀내 주전 경쟁에서 승리하며 부천의 주전 골키퍼로 발돋움하였다. 2016시즌에는 리그 40경기에 출전하며 팀의 K리그2 플레이오프 진출에 기여했다.
2018년 1월 4일, 포항 스틸러스로 이적하였다.
이후 2020시즌을 앞두고 사회복무요원 복무를 위해 K4리그의 파주 시민축구단으로 임대되었다.
2022년 3월, 사회복무를 마치고 포항으로 복귀하였다.
2023시즌을 앞두고 충북 청주 FC에 입단했다.